# Hiroko Sano
Hiroko Sano (佐野 弘子 Sano Hiroko?,  nacido el 5 de febrero de 1983) es una exfutbolista japonesa que jugaba como centrocampista.
En 2003, Sano jugó 1 veces para la selección femenina de fútbol de Japón.

## Trayectoria

### Clubes
| Club             | País  | Año  |
| ---------------- | ----- | ---- |
| Tasaki Perule FC | Japón | ???? |

### Selección nacional
| Selección | País  | Año  |
| --------- | ----- | ---- |
| Absoluta  | Japón | 2003 |

## Estadística de equipo nacional
| Selección femenina de fútbol de Japón | Selección femenina de fútbol de Japón | Selección femenina de fútbol de Japón |
| Año                                   | Partidos                              | Goles                                 |
| ------------------------------------- | ------------------------------------- | ------------------------------------- |
| 2003                                  | 1                                     | 0                                     |
| Total                                 | 1                                     | 0                                     |